# Philoponella variabilis
Philoponella variabilis är en spindelart som först beskrevs av Eugen von Keyserling 1887.  Philoponella variabilis ingår i släktet Philoponella och familjen krusnätsspindlar. Inga underarter finns listade i Catalogue of Life.